# Jackie Scott
John Scott, plus connu sous le nom de Johnny ou de Jackie Scott, né le 22 décembre 1933 à Belfast en Irlande du Nord et mort le 31 mai 1978 à Manchester en Angleterre, est un footballeur international nord-irlandais qui évoluait au poste d'attaquant.

## Biographie

### Carrière en sélection
Avec l'équipe d'Irlande du Nord, il joue deux matchs (pour aucun but inscrit) en 1958. 
Il figure dans le groupe des sélectionnés lors de la Coupe du monde de 1958. Lors du mondial organisé en Suède, il joue deux matchs : contre la Tchécoslovaquie lors des phases de poules, puis contre la France lors des quarts de finale.